# Nicolas Eekman
Pour les articles homonymes, voir Eekman.
Nicolas Mathieu Eekman (en néerlandais : Nikolaas Mathijs Eekman), né le 9 août 1889 à Bruxelles et mort le 13 novembre 1973 à Paris, est un peintre et graveur figuratif néerlandais, connu aussi en France, en Belgique et aux Pays-Bas sous le nom Nico Eekman, Nic Eekman et sous le pseudonyme Ekma. Il est aussi graveur, dessinateur, aquarelliste et illustrateur,.
Il illustra nombre de livres, notamment Les Destinées d'Alfred de Vigny (1933), Contes d'un buveur de bière de Charles Deulin (1945), Tyl Ulenspiegel de Charles De Coster (1946), L'Âne culotte d'Henri Bosco (1950).
Son style se caractérise par trois grandes périodes : expressionniste entre 1914 et la fin des années 1920, réaliste flamand jusqu'au début des années 1950, puis fantastique.

## Biographie
Nicolas Eekman est né à Bruxelles dans la maison où Victor Hugo, alors en exil, entreprit d’écrire Les Misérables.
Il est le fils de Thomas Adam Eekman, né à Vlissingen et d'Ibeltje van den Berg, née à Gouda. La sœur aînée de Nicolas, nommée Kato Ibeltje Eekman, née à Bruxelles en 1882, épousera à Bruxelles en 1910 le pasteur protestant néerlandais Annee Rinzes de Jong.   
À l'âge de 18 ans, il donne sa première conférence à Bruxelles consacrée à « Van Gogh, cet inconnu », peintre qui, en 1907, était encore très largement méconnu du grand public. En 1912, il visite la première exposition de Vincent van Gogh à Cologne, expérience qui sera décisive.
Après avoir obtenu son diplôme d'architecte à l'Académie royale des beaux-arts de Bruxelles, il est invité par son ami pasteur Bart de Ligt à séjourner pendant la Première Guerre mondiale au presbytère de Nuenen, aux Pays-Bas. C'est là que trente ans auparavant vivait la famille van Gogh ; Vincent y créa notamment Les mangeurs de pommes de terre. Jusqu'à la fin de la guerre, les expositions se multiplient dans le pays et Eekman fait l'objet de nombreuses acquisitions par de grands musées et collectionneurs néerlandais, notamment Hélène et Anton Kröller-Müller.
En 1921, Eekman s'installe à Paris, et ne cessera d'exposer en France et à l'étranger. Il fréquente des artistes néerlandais et belges vivant à Paris comme Fred Klein, Piet Mondrian, César Domela, Georges Vantongerloo et Frans Masereel. Il se lie d'amitié avec la galeriste Jeanne Bucher qui l'exposera en 1928 avec Mondrian. C'est la seule fois où Mondrian exposera ses peintures dans une galerie à Paris. Ces deux hommes que la vision de l’art sépare, Mondrian promoteur de l’art abstrait et Eekman violemment contre, resteront liés par une amitié indéfectible tout au long de leur vie.
Dans les années 1930, Eekman est régulièrement présent à des expositions collectives, notamment aux États-Unis, et ses expositions personnelles s'organisent dans toute l'Europe.
Durant l’entre-deux-guerres, Eekman participe à la vie artistique parisienne alors au cœur du quartier de Montparnasse et fréquente Jean Lurçat, Louis Marcoussis, André Lhote, Max Jacob, Moïse Kisling, Marc Chagall, Pablo Picasso, Salvador Dalí, Armand Nakache, Paul Signac, Jacques Lipchitz, Fernand Léger, Edouard Goerg, Max Ernst, entre autres,,.
Lors de l'Exposition internationale de Paris en 1937, Eekman obtient une médaille d'or pour sa toile La pelote bleue, acquise plus tard par l'État pour le musée du Jeu de Paume.
Au début de la Seconde Guerre mondiale, il est recherché par les Nazis et se réfugie alors à Saint-Jean-de-Luz où il signe momentanément ses œuvres sous le pseudonyme Ekma.
En 1944, le Palais des beaux-arts de Bruxelles organise une exposition très importante d'Eekman à laquelle la reine Élisabeth de Belgique se rend.
Dans les années 1950 et 1960, les expositions se suivent à un rythme régulier en France, en Belgique, aux Pays-Bas et en Suisse. Lors de l'Exposition internationale à Deauville en 1956, il reçoit le « Prix du Nu ».
En 1961, un important panneau mural (2,50 × 1,40 m) lui est commandé par le professeur Henri Griffon sur le thème des plantes médicinales dans le monde. Cette œuvre fut exécutée pour la pharmacie de l'aérogare parisienne d'Orly.
Peu de temps après une grande rétrospective à la galerie Reflets de Bruxelles, Nicolas Eekman s'éteint le 13 novembre 1973 à Paris. Il est enterré au cimetière parisien d'Ivry (21e division).
Sous l'impulsion de sa fille, l'architecte Luce Eekman, l'association Le Sillon Nicolas Eekman fut créée en 1989 et se consacre à perpétuer la mémoire et l’œuvre du peintre par l’organisation d’expositions, notamment à l'Atelier Grognard à Rueil-Malmaison, au Palais de l'Europe à Menton, à la Fondation Taylor à Paris, à la Maison Descartes (Institut français des Pays-Bas) à Amsterdam, à la mairie de Nuenen aux Pays-Bas et au Musée du dessin et de l'estampe originale à  Gravelines.

## Expositions

### Expositions individuelles
De 1920 à 1928 environ, une série d’expositions particulières est organisée par la Bavaria Verlag à Munich, dans les villes suivantes : Hanovre, Munich, Berlin, Hambourg, Dresde, Mulheim, Budapest, Vienne, Bâle, Essen.
Expositions diverses :
- Galerie d’Audretsch, La Haye, 1915.
- Galerie Van Lier, Amsterdam, 1917.
- Musée d’Amsterdam, 1917.
- Musée d’Arnhem, 1917.
- Musée de Dordrecht, 1917.
- Musée de La Haye, 1918.
- Musée d’Eindhoven, 1920.
- Galerie Buffa, Amsterdam, 1920.
- Galerie Wolfsberger, Zurich, 1924.
- Galerie Jeanne Bucher, Paris, 1928 (avec Piet Mondrian).
- Galerie Bonaparte, Paris, 1929.
- Galerie Laval, Bruxelles, 1930.
- Club américain, Paris, 1931.
- Galerie Montparnasse (Elkaïm), Paris, 1931.
- Galerie Duncan, Paris, 1933.
- Galerie Zack, Paris, 1935.
- Galerie Santee-Landweer, Amsterdam, 1935.
- Musée d’Art moderne, La Haye, 1937.
- Galerie Denise René, Paris, 1937.
- Galerie Saint-Jean-de-Luz, 1941.
- Galerie de Berri, Paris (deux fois de suite), 1942.
- Galerie Cercle industriel, Reims, 1942, 1944.
- Galerie Allard-Capucines, Paris, 1943.
- Galerie Sélection, Tunis, 1944.
- Galerie Arti et Amicitiae, Amsterdam, 1945.
- Musée du Palais des beaux-arts, Bruxelles, 1945.
- Galerie Huynck et Scherjon, Amsterdam, 1945.
- Galerie Durand-Ruel, Paris, 1946.
- Galerie Rubens, Bruxelles (tous les deux ans), 1948.
- Galerie Campo, Anvers (tous les deux ans), 1948.
- Galerie Memlinc, Bruges (tous les deux ans), 1948.
- Galerie Aktuaryus, Strasbourg (tous les deux ans), 1948.
- Galerie Potterat, Lausanne (deux autres plus tard), 1950.
- Galerie Katz (échange culturel), Bâle (en tout trois fois), 1951.
- Galerie d'Orsay, Paris, 1951.
- Château de la Jansonne, Arles, 1952 (trois fois).
- Galerie Motte, Genève (Suisse), 1952.
- Galerie Lucidel, Mons (Belgique), 1952, (puis tous les deux ans)
- Galerie Reflets, Bruxelles, (Belgique) 1957, (puis tous les deux ans jusqu'en 1969)
- Club 44, La Chaux-de-Fonds (Suisse), 1959.
- Musée Singer, Laren (Pays-Bas), 1959.
- Galerie Aktuaryus, Strasbourg, 1962 et 1972.
- Galerie Vendôme, Paris, 1963 et 1969.
- Institut Néerlandais, Paris, 1965-1966 et 1970.
- Galerie Reflets, Bruxelles, (Belgique) 1973 et 1979.
- Institut français, Amsterdam, 1980.
- Musée de Flandre, Cassel, 2024.

### Expositions de groupe
- Société Sint Lucas, Amsterdam, de 1918 à 1925 environ, annuellement.
- Société des indépendants hollandais, Amsterdam, de 1920 à 1925 environ, annuellement.
- Exposition internationale d’art moderne, Genève, 1921.
- Société des graveurs « Le Trait », Paris, à partir de 1921, annuellement.
- Cercle artistique, Anvers (Belgique), 1923.
- Galerie Lellan, Glasgow (Écosse), 1923.
- Galerie Wolfsberger, Zurich (Suisse), 1924.
- Exposition internationale de la gravure, Vienne (Autriche), 1924.
- Salon des Indépendants, Paris, à partir de 1924, annuellement, jusqu'en 1973.
- Biennale de Venise, 1924 - 1926 - 1932.
- Société des peintres populistes, Paris 1926 (environ quatre années consécutives).
- Musée de Moscou (dessins et gravures), 1926.
- Salon d’Automne, Paris, 1926 et les années suivantes.
- Glas Palast, Munich, 1929.
- Galerie Choice, Anvers, 1929.
- Exposition à l’Art Institute, Chicago, 1930 - 1934 - 1937 - 1938.
- Tournée en Indonésie, 1931.
- Galerie Katia Granoff, groupe réduit, Paris, 1932.
- Galerie Billiet, Paris, 1933.
- Musées de Budapest, Chicago, Pretoria, 1934.
- Société nationale des beaux-arts, Paris, 1935 et les années suivantes.
- Exposition internationale, Paris, 1937 (Médaille d'Or).
- Exposition d’art graphique, Toronto (Canada), 1937.
- Institute Carnegie, Pittsburgh (U.S.A.), 1937 et 1939.
- Exposition de groupe à Los Angeles, 1937.
- Exposition de groupe réduit à Casablanca, 1945.
- Galerie Denise René (groupe réduit), Paris, 1945.
- Tournée au Brésil et au Mexique (groupe réduit), 1946.
- Musée d’Art moderne, Paris, 1950.
- Exposition internationale, Vichy, 1951 (Prix du meilleur peintre étranger).
- Salon d’Hiver, Paris, 1952 et les années suivantes.
- Exposition internationale, Deauville, 1956 (Prix du Nu).
- Club 44, La Chaux de Fonds (Suisse), 1961.
- Galerie Lucidel, Mons (Belgique), 1962.
- Galerie Potterat, Lausanne (Suisse),1964.
- Galerie Aktuaryus, Strasbourg, 1965.

## Ouvrages illustrés
- Les Paysans, 18 bois gravés originaux, Welburgh, Blaricum, Hollande, 1921.
- Marcia Reale d'Andreas Latzko, bois gravés originaux, Pegasus, Amsterdam, 1925.
- Jeu de Dés, 10 pointes sèches originales, Editions Bonaparte, Paris, 1930.
- Les destinées d'Alfred de Vigny, 1933[10].
- Le Voyageur immobile de Nicolas Eekman, trente-trois petits poèmes dont un avec musique, musique de Marguerite Gauthier-Villars, clichés couleurs, Nancy, Editions Berger-Levrault, 1935.
- Contes d'un buveur de bière de Charles Deulin, quadrichromie, Leprat, 1944.
- Cambrinus et autres contes, de Charles Deulin, Guy Le Prat, Paris, 1944.
- Sur ma rive de chair, poèmes d'Emmanuel Looten, lithographies originales et offset, Impression Paillart, Abbeville, 1945.
- La Légende de Tyl Ulenspiegel de Charles De Coster, pointes sèches originales, Hébé, Reims, 1947.
- Psaume paysan de Félix Timmermans, quadrichromie, Art et Sélection, Paris, 1947.
- Le Livre de Jonas, Ancien Testament, pointe sèche et clichés deux couleurs, Société biblique B.K.V., Amsterdam.
- Sept Psaumes, Ancien Testament, pointes sèches originales et procédé Duval, bichromie, Julien Prélat, Paris, 1947.
- L'Âne culotte d'Henri Bosco, pointes sèches originales, Société de Bibliophiles, 1950.
- Cendre et fumée, contes, gravures sur bois de l'auteur, Éditions des Orgevaux, 1978.
- Paysages de flot précédé de Sommeil des ancolies, par Alain Tasso, gravures sur bois, 100 pages, Éditions Les blés d'or, 2009.